# Aiguats de la conca del Segre de 1982

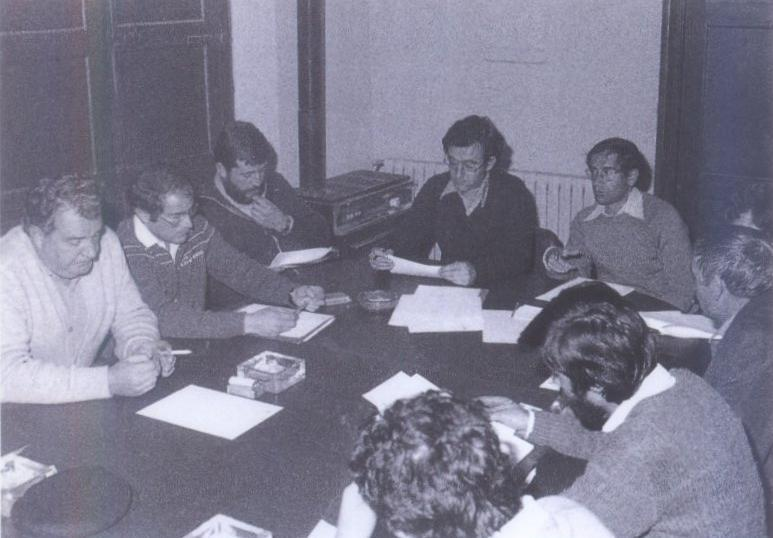
Junta d'Emergència.

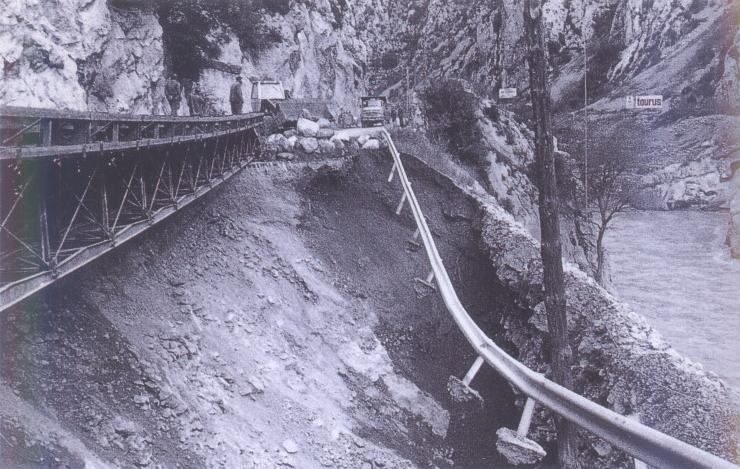
Esvoranc a la carretera al Congost dels Tresponts.

Els aiguats de la conca del Segre de 1982 fou una inundació que tingué lloc entre el 7 i 8 de novembre del 1982, arran de la pluja que caigué aquella nit i que va culminar amb el desbordament del riu Segre i el riu Valira. Les zones afectades foren Andorra i les comarques per on passa el riu Segre, des de Lleida fins a la Cerdanya, també va fer mal a les conques de la Noguera i el Llobregat. Especialment fou tràgic a l'Alt Urgell i la Baixa Cerdanya. Les riuades van deixar 14 víctimes mortals, carreteres tallades i ponts enfonsats. A més, van suposar una important crisi econòmica.
L'observatori de la Molina va donar xifres de 600 litres per m², a la Seu d'Urgell 102 litres per m². A l'Alt Urgell hi va haver quaranta pobles aïllats i trenta ponts ensorrats. Ni els diaris de Barcelona ni la televisió reflecteix la magnitud de la catàstrofe, bolcats en el seguiment del viatge del Papa Joan Pau II.
L'aeroport de la Seu d'Urgell va esdevenir l'enllaç de la ciutat, de la comarca i d'Andorra amb l'exterior. L'aeroport va registrar fins a 146 vols entre avions i helicòpters.
A la Baixa Cerdanya, la riuada s'endugué la carretera de la Molina al seu pas per Alp. A Martinet va destrossar cinc o sis cases. A l'Alt Urgell, la riuada va deixar incomunicada la ciutat de la Seu d'Urgell, s'enfonsaren els ponts que travessen la Valira i el pont de la Palanca. El poble on hi hagué més destrosses va ser el Pont de Bar, construït en una zona estreta a tocar del Segre, va quedar totalment negat per les riuades, cosa que va obligar a reconstruir-lo lluny de l'antic poble. Mig poble va quedar colgat per l'esllavissament d'una muntanya i l'aigua va destrossar també bastantes cases; i va acabar d'emportar-se les restes del pont mil·lenari de Sant Ermengol, que dona nom al poble
Anys més tard es canalitzà el riu al seu pas pel riu Segre. El 2007, 25 anys després, es col·locà una placa en rècord a les víctimes a l'entrada del Parc Olímpic del Segre, a les escales de l'adoberia. A la placa s'hi pot veure escrit "Vingué tan gran diluvi d'aigua...".

## Fets

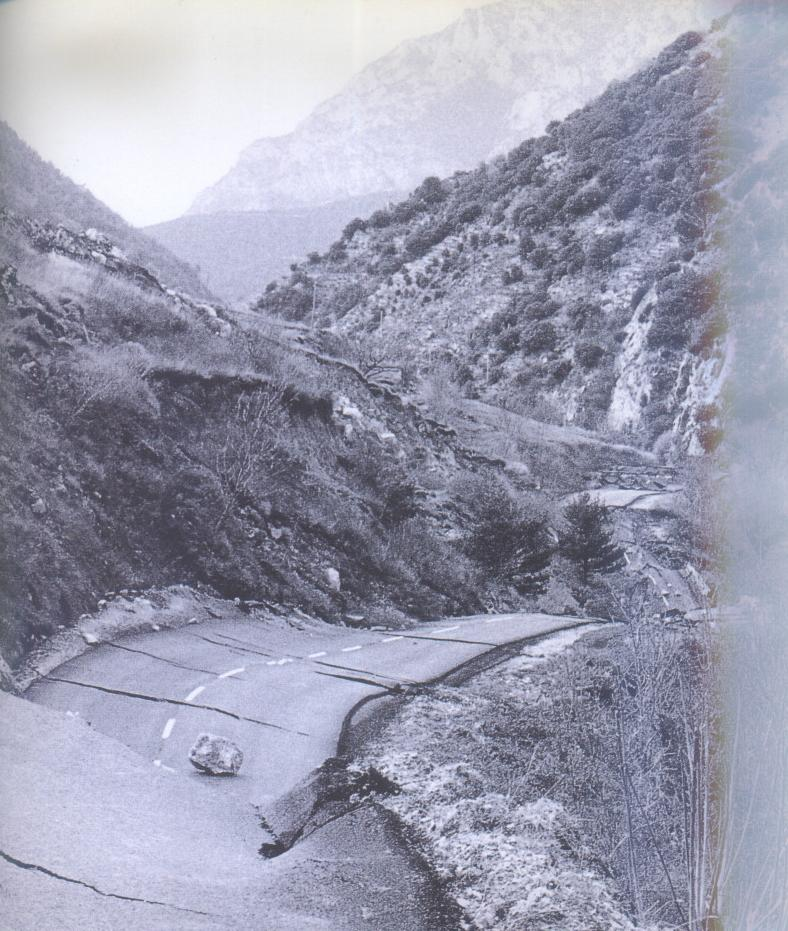
Carretera al Pont de Bar.

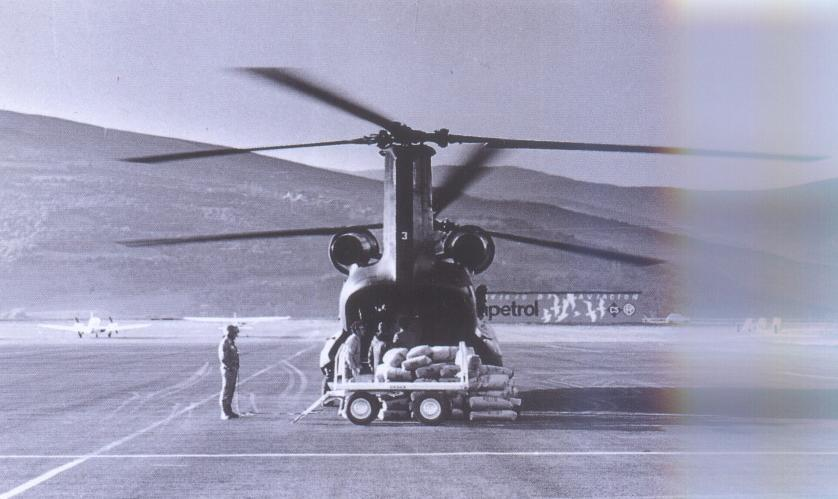
Helicopter portant farina.

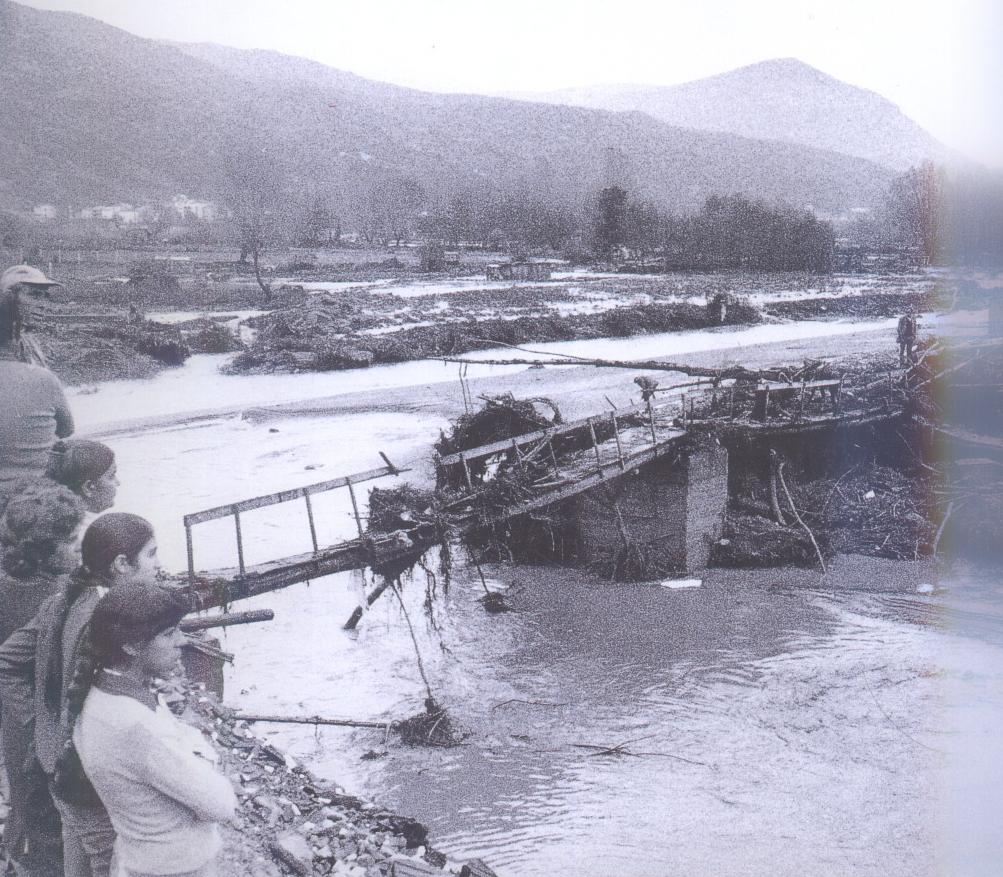
Palanca dels gitanos.

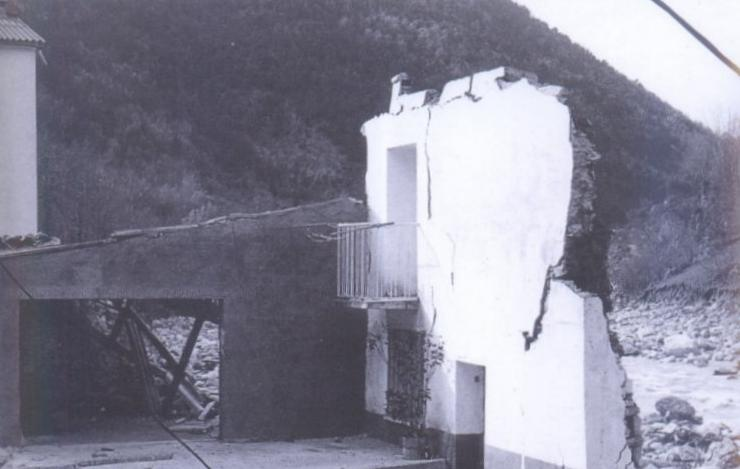
Casa en runes del Pont de Bar.

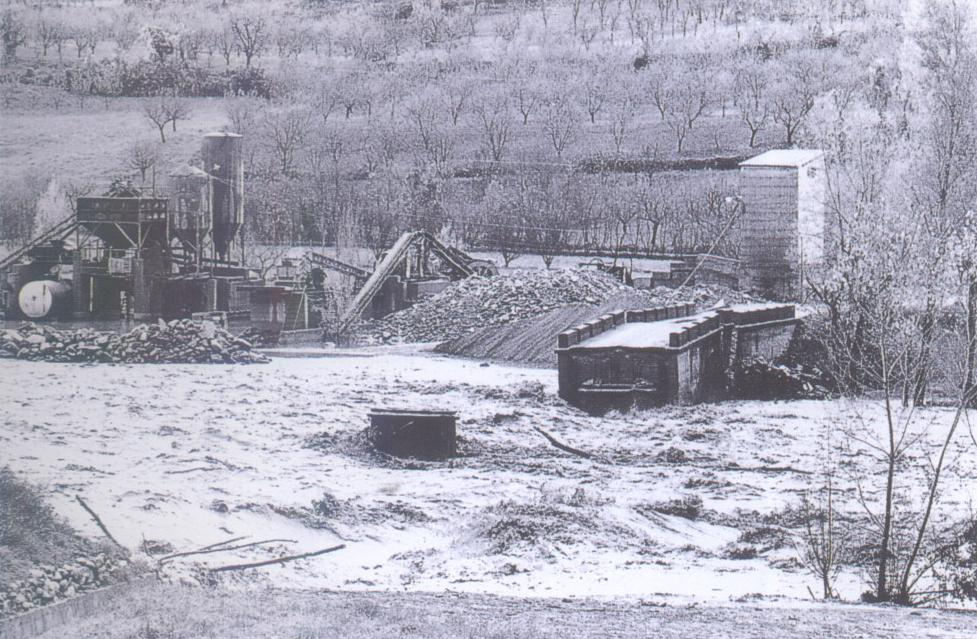
Palanca d'Alàs.

La crescuda del riu es va iniciar el 7 de novembre, a les tres de la tarda els bombers ja estaven en situació d'alerta i van començar a evacuar gent que vivia a prop del riu. Una hora més tard arribaven notícies de tota la comarca sobre la crescuda anormal de totes les fonts i pous, arribant a parlar de "volcans d'aigua". Tres hores més tard l'aigua ja s'ha desfermat.
Al Pont de Bar (ara Pont de Bar Vell) van tapiar les portes de la central i a la nit el nivell de l'aigua va pujar de cop dos metres i es va endur la casa dels treballadors, en aquell moment no hi eren.
Al vespre, donada la magnitud de la crescuda, es va constituir la Junta d'Emergències coordinada per l'Ajuntament de la Seu d'Urgell i altres organismes.
Al dia 8 de novembre a la matinada es va ensorrar el pont d'Adrall de la carretera del Cantó i a tres quarts de dues s'informa que el pantà d'Oliana està ben ple. Entre la Seu d'Urgell i Alàs l'amplada habitual del Segre és de 30 metres, aquell dia era de 400 metres i va arribar a superar en cinc metres el seu nivell normal i a Organyà catorze.
Cinc persones seguien des de diumenge (dia 7) aïllades en una granja de Montferrer, van haver de pujar a la teulada, ja que el riu anava rosegant la casa. L'helicòpter de la Guàrdia Civil que havia de venir des de Saragossa no va arribar, però finalment van ser rescatats, juntament amb una persona al Salit, per un segon helicòpter francès mobilitzat per gestions de la Mitra a Andorra. Una lanxa dels bombers va rescatar una noia enfilada a un arbre a Ponts i l'helicòpter francès va anar a la Massana per l'avís d'explosions de gas i que alguns cotxes ha vien caigut a la Valira fugint del perill.
Durant el dilluns es va recollir informació de les carreteres tallades, les poblacions incomunicades i la provisió de serveis de primera necessitat als pobles aïllats. Al vespre van començar a circular falsos rumors de l'ensorrament d'una presa a França i a Oliana van ordenar l'evacuació de la part baixa del poble.
El dia 9 s'intenten assegurar les matèries primeres, s'estableix un pont aeri entre l'aeroport de la Seu d'Urgell i Barcelona. Entre d'altres hi ha l'evacuació de malalts i l'arribada de medicaments i aliments. Van arribar a funcionar un total de 10 helicòpters, amb tres soldats amb radiotelèfons a cada poble aïllat telefònicament.
Per arribar a Andorra s'han d'utilitzar itineraris alternatius, per l'alta muntanya, i helicòpters del SAR evacuen turistes. I a l'Alt Urgell s'assegura que la llet dels pobles incomunicats pugui arribar fins als camions cisterna. Alguns dels procediments van ser titllats de pintorescos com la manguera de Taús, per fer baixar la llet pel barranc.
El dimecres van circular rumors d'esllavissament de terres al Pont de Bar, dient que si es produís l'esllavissada provocaria una presa que multiplicaria els efectes dels aiguats precedents. Com a conseqüència la muntanya es va estudiar dia i nit per part dels geòlegs.
El dia 11 Os de Civís, Taús, Tuixent i Ossera encara estaven incomunicats. A Os un grup de quaranta soldats obre camí amb pics i pales. Les queixes per la falta cobertura televisiva i política són importants, tot i que aquell mateix, Jordi Pujol, llavors president de la Generalitat de Catalunya, visitava la Seu d'Urgell.
El divendres es publicava un ban desmentint la informació de TVE sobre el perill d'esllavissada al Pont de Bar. Els rumors havien provocat l'alarma riu avall i fins i tot van arribar a Lleida. A Balaguer es van viure escenes de pànic i es va donar l'ordre d'evacuació.
La zona fou declarada zona catastròfica mitjançant un decret llei 21/1982. Finalment el total de víctimes fou de dotze persones, tot i que s'havia dit que a Andorra havien estat unes cinquanta.

## Els aiguats a Andorra
Els aiguats van afectar totes les parròquies del país. El riu Valira, d'Orient i del Nord van créixer durant tota la nit empassant-se cotxes, autocars, ponts, fanals, edificis i persones. Es van comptar uns 12 desapareguts i 7 morts. Els turistes que havien vingut a visitar el país van quedar atrapats als hotels, mentre que la centraleta del Servei de Bombers d'Andorra quedava col·lapsada per les trucades. La gent es va enfilar als teulats de supermercats (com per exemple l'Hiper Andorra) i es van haver de rescatar els ciutadans amb l'ajuda de tractors. Santa Coloma (parròquia d'Andorra la Vella) va quedar inundada. Es va decidir tallar la carretera d'Arinsal (parròquia de la Massana) perquè havia acabat d'explotar la benzinera d'Andorgaz. Automàticament es va ordenar el desallotjament de tot edifici proper de 500 a la benzinera. El país va trigar una setmana a reprendre la normalitat. Dies després dels fets, encara hi havia 1800 turistes presos als hotels i pendents de ser rescatats. El desastre va fer que després dels aiguats la població del país es dirigís en massa a les assegurances. Les pòlisses es van multiplicar, les assegurances també. El primer govern del país que es trobava en plena transició cap a la Constitució va haver d'improvisar. El cap de govern, Òscar Ribas, va ser enxampat per la tragèdia. Mentre a Andorra hi plovia a gots i barrals, ell estava a Ginebre en ple viatge institucional. Li van comunicar de seguida el caos. Era el primer cop que Andorra tenia un govern i que el país afrontava aquest mena de catàstrofes. La mala planificació d'anys anteriors quant a la construcció va ser l'una de les causes de la magnificació dels aiguats. Les seus dels comuns (casa comuna) van ser utilitzades com a "quartells de control i coordinació". L'aigua es va emportar la seu del Comú d'Encamp. Però malgrat això, hi va haver ciutadans que van culpar el govern i els comuns de la mala gestió. Al cap i a la fi, 4 dies després Arinsal (la Massana) encara estava incomunicat. La situació va crear solidaritat entre la població. Tothom, qui més qui menys, va provar d'ajudar-se. Antoni Aleix, director del cos de policia de l'època, recorda que "el pillatge en comerços va ser mínim". Va ser una situació com mai vista. El cap de govern es va mantenir en línia amb els ministres i la policia fins a les dues de la matinada. La Creu Roja Suïssa va gestionar un vol fins a Barcelona perquè el cap de Govern pogués tornar al país. Un cop a Barcelona va agafar l'helicòpter. Quatre dies després de l'aiguat, es va suspendre el Servei d'Enllaç entre Andorra i la Seu d'Urgell amb helicòpters i es va obrir una pista forestal que servia de precària via de comunicació. Alguns centres comercials, durant molt de temps van oferir a preus reduïts productes que havien patit els estralls de l'aigua. La situació generada pels aiguats va engegar l'alarma per robatoris. Hi va haver gent que es va aprofitar de la situació i en un primer moment es van arribar a vendre botelles d'aigua a més del doble del preu normal. El Parc Central (Andorra la Vella) va quedar inundat. La situació era d'histèria i angoixa, segons pot afirmar Jaume Bartumeu (excap de Govern). Segons les estimacions del govern de l'època, la reconstrucció dels desperfectes i estralls va costar més de 1000 milions de pessetes. Les escoles andorranes, especialment el Liceu Comte de Foix, van trigar i molt a reprendre la normalitat. El país va estar-se uns quants dies de dol.